# Карнович Євген Петрович
Карнович Євген Петрович (1823 — 1885) — публіцист, письменник, редактор часописів «Мировой посредник» (1861–62), «Биржевые ведомости» (1875–76), «Отголоски» (1881–82), постійний співробітник газети «Голос» (1865–71), автор історичних, юридичних, критичних і белетристичних праць та історичних романів, з яких найбільш відомі — «Еврейский вопрос в России» (Санкт-Петербург, 1863), «Замечательные богатства частных лиц в России», «Мальтийские рыцари в России» (обидві — С.-Петербург, 1874), «Родовые прозвания и титулы в России» (С.-Петербург, 1886) та ін.
Походив з давнього українського козацького шляхетського роду.

## Біографія
Народився 3 (15) листопада 1823 року (за іншими відомостями 28 жовтня (9 листопада) 1823 або 1824) в селі Лупандін, Ярославського повіту Ярославської губернії. Син багатого поміщика (ротмістра), що походив із української козацької шляхти.
Карнович отримав хорошу домашню освіту (вільно володів вісьмома мовами), потім він закінчив курс в Санкт-Петербурзькому педагогічному інституті.
У 1850 або 1851 році перебрався до Вільно, де вступив на службу на посаді правителя справ в канцелярії попечителя Віленського навчального округу. У 1854 році він був возведений в колезькі радники. З 1856 року Карнович був членом-співробітником Віленської археологічної комісії.
У 1859 році Карнович вийшов у відставку і оселився в Санкт-Петербурзі, де до кінця життя був директором тюремного комітету, перебуваючи також членом петербурзького Статистичного комітету, Товариства для допомоги нужденним літераторам і вченим, членом Російського географічного товариства.
Зайнявся літературною діяльністю. Автор багатьох історичних та художніх книг і публікацій.